# Erica mauritanica
Erica mauritanica är en ljungväxtart som beskrevs av Carl von Linné. Erica mauritanica ingår i släktet klockljungssläktet, och familjen ljungväxter. Inga underarter finns listade i Catalogue of Life.